# Sinilabeo longirostris
Sinilabeo longirostris är en fiskart som beskrevs av Nguyen 2001. Sinilabeo longirostris ingår i släktet Sinilabeo och familjen karpfiskar. Inga underarter finns listade i Catalogue of Life.